# Aimulosia australis
Aimulosia australis is een mosdiertjessoort uit de familie van de Buffonellodidae. De wetenschappelijke naam van de soort is voor het eerst geldig gepubliceerd in 1888 door Jullien.